# بنفشه سه‌تکه
 بنفشه سه‌تکه (نام علمی: Viola tripartita) نام یک گونه از سرده بنفشه است.